# Ravensburg (Sulzfeld)
Die Ravensburg ist der einstige Stammsitz der Freiherren Göler von Ravensburg und zählt zu den bedeutendsten noch erhaltenen Burgen im Kraichgau im nordwestlichen Baden-Württemberg. Sie liegt nahe dem Dorf auf der Gemarkung der Gemeinde Sulzfeld im äußersten Nordosten des Landkreises Karlsruhe, die zur Stadt Eppingen benachbart ist.

## Lage
Die Höhenburg steht etwa 1,3 km östlich der Ortsmitte von Sulzfeld auf der durch einen kleinen Sattel abgetrennten, 285,8 m ü. NHN hohen Spitze eines westlich auslaufenden rechten Randsporns des Kohlbachtals, dessen Grund sie um über 80 m überragt. Außer auf der Nordostseite umgeben sie überall Weinberge.

## Geschichte

### Entstehungszeit
Eine Chronik der Göler aus dem 17. Jahrhundert datiert den Baubeginn um 930 und nennt als Bau- und Burgherrn einen Ritter Rabanus, der heute jedoch als Legende angesehen wird. Möglicherweise bezieht sich dies jedoch auf eine frühere Burg bzw. ursprünglichen Wohnsitz der Herren von Sulzfeld, die Knauer im Bereich des Dorfes vermutet. Vermutlich im Auftrag von Kaiser Friedrich II. hat der 1190 erwähnte, aus der Familie v. Sulzfeld stammende, bedeutende Reichsministerial Ravan von Wimpfen (siehe hierzu die Abstammungsgeschichte der Herren von Helmstatt, einer Seitenlinie der Göler), zusammen mit seinen Söhnen Dieter, Ravan, Heinrich und Conrad die „Ravans Burg“ bestehend aus dem heutigen Bergfried, sowie Wohn und Wirtschaftsgebäuden und einer Umfassungsmauer mit einem Tor auf der Ostseite, zwischen 1220 und 1222 erbaut. Sie diente der Familie v. Sulzfeld fortan als Stammsitz, nach der sie sich auch nannte und kurze Zeit später den Namen „Golere von Ravansburg“ führte. Die Eigentumsverhältnisse zu Sulzfeld und der Ravensburg zu jener Zeit sind bis heute nicht geklärt. Jedoch bezeugt eine Urkunde, dass die Ravensburg 1364 zumindest teilweise allodialer Besitz der Göler von Ravensburg war. Die Brüder Albrecht I. und Berthold IV. übergaben ihren Anteil an der Ravensburg samt Zugehör an den Grafen Wilhelm II. von Katzenelnbogen und haben ihn von diesem wieder als Lehen empfangen. Ein Teil der Burg, man schätzt ein Drittel, war später auch den Grafen von Oettingen lehnbar gemacht worden, die auch für den überwiegenden Teil des Ortes Sulzfeld Lehensgeber waren. Als Lehensnehmer des Anteils der Grafen von Oettingen an Ravensburg, taucht die Familie von Crenberg (Erenberg) auf. 1425 war die Ravensburg samt dem Oettinger Teil komplett an verschiedene Zweige und Seitenlinien der Familie Göler von Ravensburg zu Lehen vergeben. Danach war die Familie wegen vieler Toter auf den Schlachtfeldern beinahe vom Aussterben bedroht. Nur durch einen päpstlichen Dispens konnte der Chorherr zu Speyer, Martin Göler, aus dem geistlichen Dienst entlassen werden. Er heiratete kurz darauf Anna von Hirschberg und sicherte mit vier Söhnen den Fortbestand der Familie, was sich in Form reger Bautätigkeit auf der Ravensburg in der zweiten Hälfte des 15. Jahrhunderts zeigte. So entstand im Osten, vermutlich 1467, ein weiteres vorgelagertes Tor samt Fußgängerpforte, jeweils mit Zugbrücken. Sehr wahrscheinlich auch ein geschlossener zweiter Bering mit Schalentürmen an den wichtigsten Punkten. 1486 wurde nach Oechelhaeuser ein Gebäude westlich des Bergfriedes von Georg I. errichtet, wovon heute jedoch nur noch ein begehbarer Keller zeugt. 1502 wurde Albrecht V. Göler von Ravensburg, Sohn von Martin, mit der Ravensburg für sich und seinen Neffen Bernhard I. belehnt.

### Zeit der Reformation

Die Ravensburg auf einer Abbildung von 1583

Im Zuge der Reformation, wurde auch Sulzfeld 1522 sehr früh protestantisch. Den Bauernaufstand 1525 überstand die Ravensburg unbehelligt. Jedoch bildete sich 1531 der protestantische Schmalkaldische Bund und einer der Hauptleute des Bundes war der Lehnsherr der Ravensburg, Landgraf Philipp von Hessen (Die ursprünglichen Lehnsherren, v. Katzenelnbogen, waren zu dieser Zeit bereits erloschen). Schließlich kam es zum Krieg zwischen Bund und Kaiser und die Ravensburg wurde am 24. Dezember 1546 von kaiserlichen Truppen belagert. Die Burgverteidiger, neben Bernhard I. und Familie bestehend aus vier Söldnern, einige Knechten und etwa 20 Bauern mussten nach wenigen Tagen kapitulieren und Bernhard I. durfte mit seiner Familie unter freiem Geleit abziehen. Anschließend wurde die Burg geplündert und verwüstet, wovon noch heute viele Spuren eines Großbrandes zeugen.

### Wiederaufbau
Danach erfolgte durch Bernhard I. ein umfangreicher Wiederaufbau und Umbau der Ravensburg zu einer neuzeitlichen Festung. Im Nordosten und Südwesten entstanden starke Geschütztürme, wovon einer heute noch erhalten ist und drei Wehrebenen hat. Sehr wahrscheinlich waren diese Türme überdacht. Noch heute führt von dem erhaltenen Wehrturm ein unterirdischer kasemattenähnlicher Gang nach Norden, bzw. später nach Nordosten. Der hierbei angefallene Aushub wurde zur Aufschüttung eines Walls in 15 Meter Abstand zur Außenmauer verwendet. Dieses Bauwerk gilt als der einzige erhaltene unterirdische Wehrgang des Kraichgaus. Einst verband der Gang alle wichtigen Verteidigungspunkte, wie Tore, Geschütztürme, Wehrmauern etc. und ermöglichte über einen Treppenturm auch das schnelle Erreichen der Aussichtsplattform auf dem Bergfried. Auch entstand in jener Zeit die Umfassungsmauer samt Verteidigungseinrichtungen, der deutlich vergrößerten Vorburg und sicher auch Wirtschafts- und evtl. Wohngebäuden. Der noch heute vorhandene, vermutlich einst 45 Meter tiefe, aber nicht mehr wasserführende Brunnen, dürfte ebenfalls spätestens zu dieser Zeit entstanden sein.
Wenige Jahre nachdem Bernhard I. Göler von Ravensburg die Burg zurückerhalten und mit den Instandsetzungs- und Umbauarbeiten begonnen hatte, verstarb er, ohne männliche Nachkommen zu hinterlassen. So fiel sein Besitz samt Burg an seine Verwandten Bernhard II. und Hans III. Knauer geht davon aus, dass auch diese noch mit dem aufwändigen Um- und Ausbau der Burg zur Festung beschäftigt waren, obwohl andernorts bereits mehr Wert auf Repräsentation als Wehrhaftigkeit gelegt wurde. Die nachfolgende Generation mit David III., Engelhard I. und Hans Friedrich ab etwa 1600, ließ dann einige der vorher errichteten starken Wehrbauten wieder niederreißen, um Platz zu schaffen für einen großen repräsentativen Wohnbau für Hans Friedrich und seine Gattin Katharina von Mentzingen sowie zweier großer Weinkeller und Wirtschaftsgebäude. Etwa zeitgleich wurde für Engelhard I. und seine Frau Anna Maria von Mentzingen das Mittlere Schloss in Sulzfeld gebaut. Nach Knauer vermutlich im Bereich der alten Burg, welche der Familie v. Sulzfeld bis zum Bau der Ravensburg als Stammsitz diente. Aufgrund von Engelhards I. Amt als Obervogt in Pforzheim wurde das mittlere Schloss auch Pforzheimer Schloss genannt. Teile des Gebäudes sind im heutigen Rentamt erhalten.
Wegen der starken Bautätigkeit und den damit verbundenen Belastungen für die Sulzfelder Bevölkerung kam es mehrfach zu Empörungen gegenüber den baulustigen Burgbesitzern. Jedoch tat dies der Bautätigkeit keinen Abbruch. 1617 wurde gar eine Beschwerdeschrift mit 221 Klagepunkten hierzu verfasst.

### Weitere Nutzung im 18. Jahrhundert
Wenngleich die Ravensburg den Dreißigjährigen Krieg wohl ohne nennenswerten Schaden überstand, überlebte von den drei baulustigen Burgbesitzern alleine Engelhard I. die Katastrophe. Auch spätere Kriege fügten der Burg keinen Schaden zu. Vielmehr wurde die Burg weiter ausgebaut. Ludwig Friedrich (1707–1757), genannt der „lange Herr“ ließ zwischen dem Küchenbau und dem runden Turm einen einfachen Barockbau für sich errichten, der als Haus des langen Herrn bezeichnet wurde. Sein Bruder Johann Friedrich II., den man den „dicken Herrn“ nannte, bewohnte ein Gebäude an der Westseite des Bergfrieds, das man Haus des dicken Herrn nannte. 1807 und 1822 ließ Benjamin Göler von Ravensburg die inzwischen baufällig gewordenen Wohngebäude des „dicken“ und des „langen“ Herrn abreißen.

### Untergang

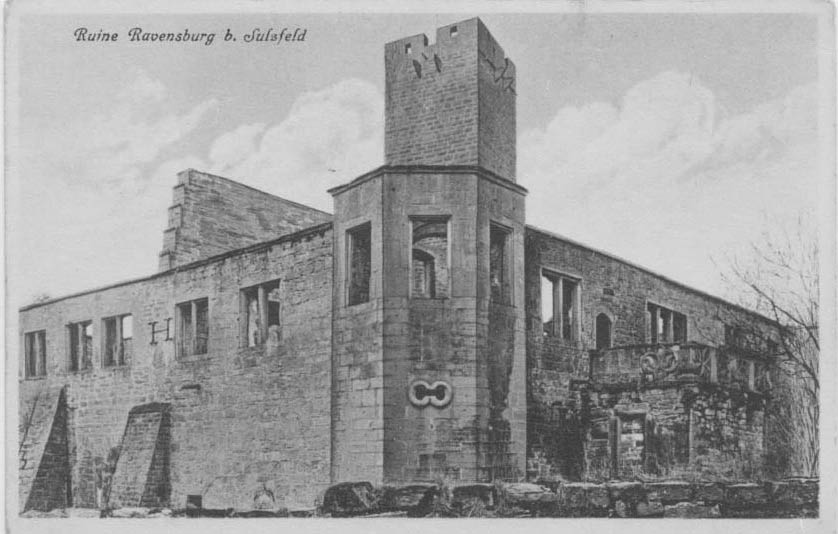
Ansicht der Ravensburg um 1910

Der letzte Bewohner der Burg war Johann Friedrich III. Göler von Ravensburg. Nach seinem Tod im Jahr 1849 muss laut Knauer die Burg in der zweiten Hälfte des 19. Jahrhunderts als Steinbruch „regelrecht ausgeschlachtet worden sein“, da sie schon 1885 von Naeher als Ruine bezeichnet wurde. Seit den 1950er Jahren begann die Sicherung der verbliebenen Reste der Burg und die Einrichtung eines Restaurants.

## Anlage

### Burg Ravensburg
Die Anlage gliedert sich in die eigentliche, von einem mächtigen Graben umgebene, ortsseitig gelegene Kernburg mit Bergfried, Wehrtürmen und Wohngebäuden und die bergseitig gelegene, jüngere Vorburg mit Wirtschaftsgebäuden.
Die Burg ist während der Öffnungszeiten des Burgrestaurants zugänglich. Der 30 Meter hohe Bergfried kann aus Sicherheitsgründen zurzeit (Stand 2022) nicht begangen werden. In einem der beeindruckenden historischen Keller wurde im Sommer 2006 eine Traukapelle eingerichtet.
Für die Burg gibt es eine rund einen Kilometer nördlich gelegene Bedarfshaltestelle an der Kraichgaubahn. Für angemeldete Reisegruppen halten dort die Züge der Karlsruher Stadtbahn.

### Weingut Burg Ravensburg

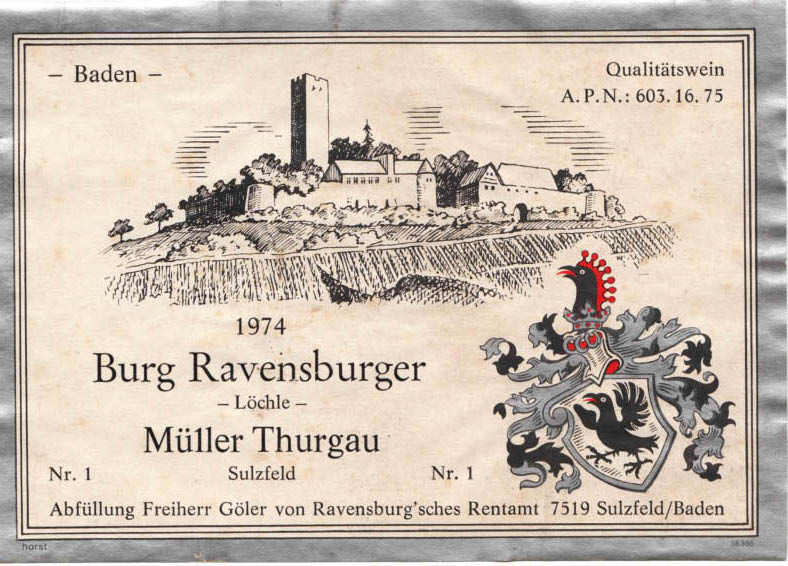
Weinetikett des 1974er Jahrgangs

Das Weingut Burg Ravensburg in Sulzfeld ist urkundlich seit 1251 belegt und gehört damit zu den ältesten deutschen Gütern. Bis 2009 wurde es unter Freiherr von Göler’scher Verwaltung bewirtschaftet. Anfang 2009 hatte die Heitlinger GmbH das Sulzfelder Weingut von der weit verzweigten Erbengemeinschaft von Göler gepachtet. Aufgrund finanzieller Probleme und Streitigkeiten innerhalb der Erbengemeinschaft bot diese Ende 2010 Heinz Heiler, dem Eigentümer der Weingut Heitlinger GmbH, das Sulzfelder Weingut samt Göler’schem Rentamt in Sulzfeld zum Kauf an. Kaufpreis waren ca. 2,5 Millionen Euro. Seit 2012 ist das Weingut Mitglied im Verband Deutscher Prädikatsweingüter (VDP).
Das Weingut Burg Ravensburg hat 33 ha Anbaufläche, erzeugt 260.000 Flaschen pro Jahr und begrenzt den Ertrag auf 58 hl/ha. Es werden die Rebsorten Riesling (30 %), Lemberger (20 %), Schwarzriesling (15 %), Spätburgunder (15 %), Weißburgunder (6 %), Grauburgunder (5 %), Trollinger (5 %) angebaut und in Handlese geerntet. Die Böden sind mineralstoffreiche Keuperböden.
Die Spitzenweine mit der Zusatzbezeichnung „Großes Gewächs VDP Baden“ stammen aus den Spitzenlagen des Weinguts Burg Ravensburg, nämlich „Husarenkappe“ (am Burgberg), „Löchle“ (in einer Vertiefung des Burgbergs) und „Dicker Franz“. Die Bezeichnung „Großes Gewächs“ lehnt sich an die französische Klassifizierung Grand Cru an.
Die Lage „Dicker Franz“ verdankt den Namen Freiherr Franz Göler von Ravensburg (1701 bis 1765). Er war den kulinarischen Genüssen sehr zugeneigt und ging in die Familienanalen als der „Dicke Herr“ ein. Nicht nur der ehemalige Schlossbau am Bergfried der Ravensburg, sondern auch sein Lieblingsweinberg wurden nach ihm benannt. Der Name steht heute für kraftvolle Lemberger.
Der Name der Lage „Husarenkappe“ geht auf Freiherr Benjamin Göler von Ravensburg, Major im Badischen Husarenregiment (1782–1834), zurück. Die Legende besagt, er habe von seinem obersten Befehlshaber, Markgraf Karl-Friedrich von Baden, Riesling-Setzlinge bekommen, die er in seiner Kappe nach Sulzfeld gebracht hat, um sie am Burgberg zu pflanzen.
Die Lage „Löchle“ liegt im südlich exponierten Teil des Burgberges. Die Weinberge sind zum Teil terrassiert, zum Teil weisen sie eine Steigung von bis zu 40 % auf. Die Besonderheit der Lage, der sie auch ihren Namen verdankt, ist ein natürlicher kesselförmiger Geländeeinschnitt. Diese Vertiefung bewirkt, dass die beiden Hügelflanken die Lage vor kühlen Winden schützen und sich dort ein besonders warmes und gerade für Burgundersorten (Weiß-, Grau- und Spätburgunder) optimales Mikroklima entfalten kann.
Daneben gibt es Weine der Lage „Burg Ravensburg“ von Keuperböden rund um die Burg Ravensburg. Außerdem werden auch Weinberge aus der Gemarkung Sulzfeld und dem umliegenden Hügelland auf Keuper- und Lössböden bewirtschaftet. Diese werden unter der Bezeichnung „Freiherr von Göler“ ohne weitere Lagebezeichnung vermarktet.

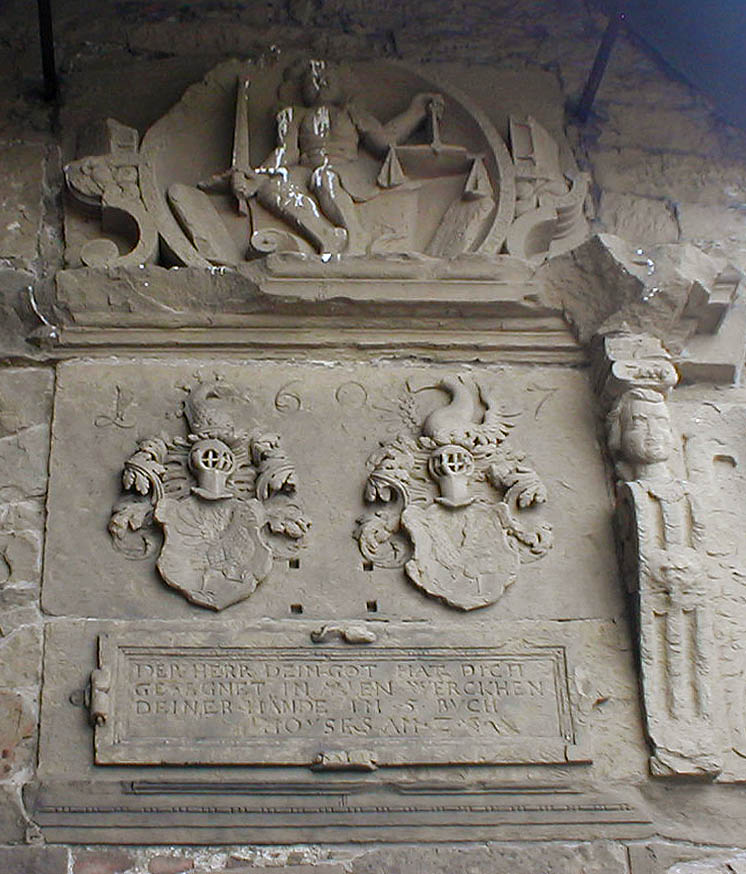
Wappen von 1607
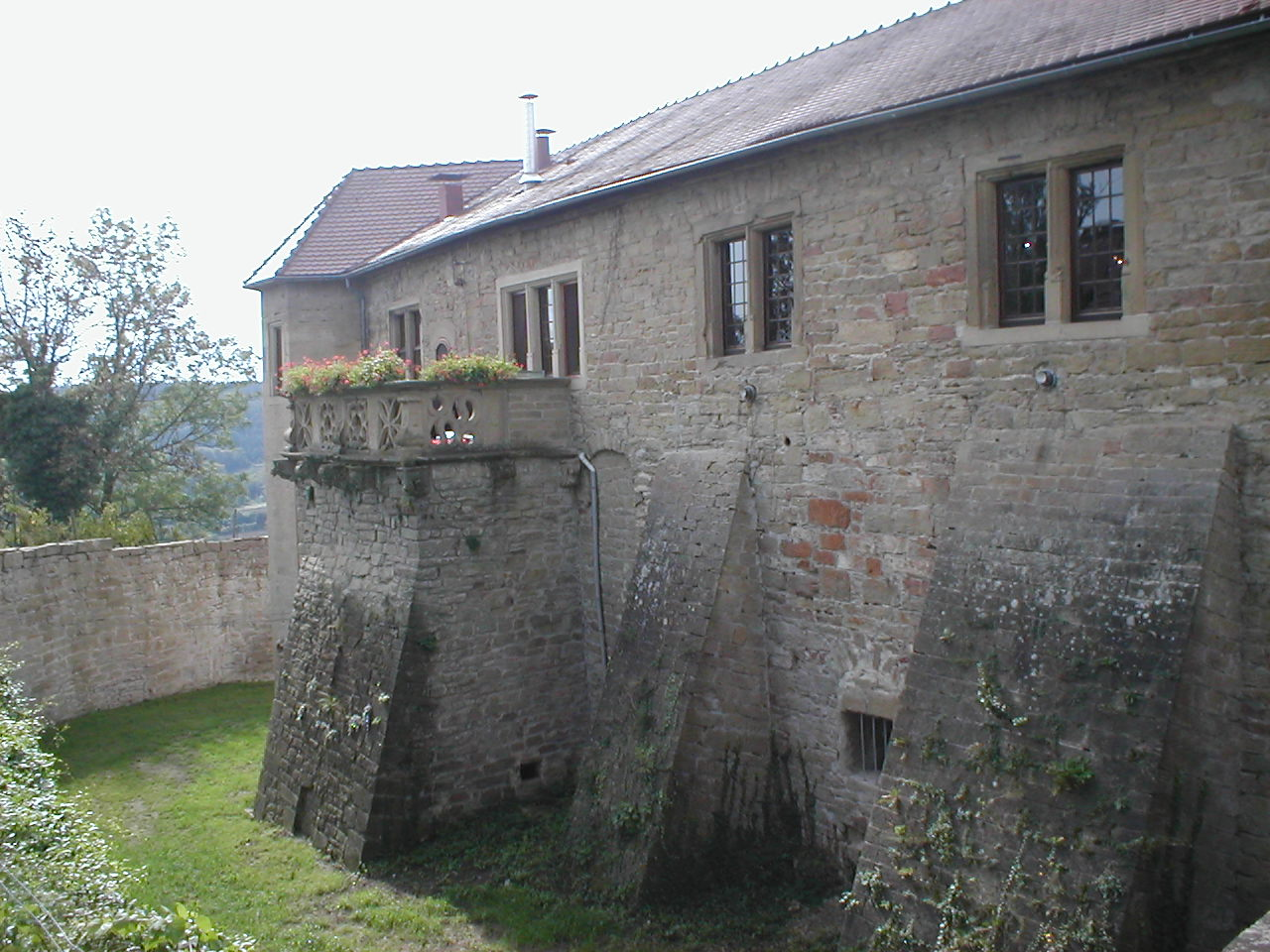
Palas mit Burggraben
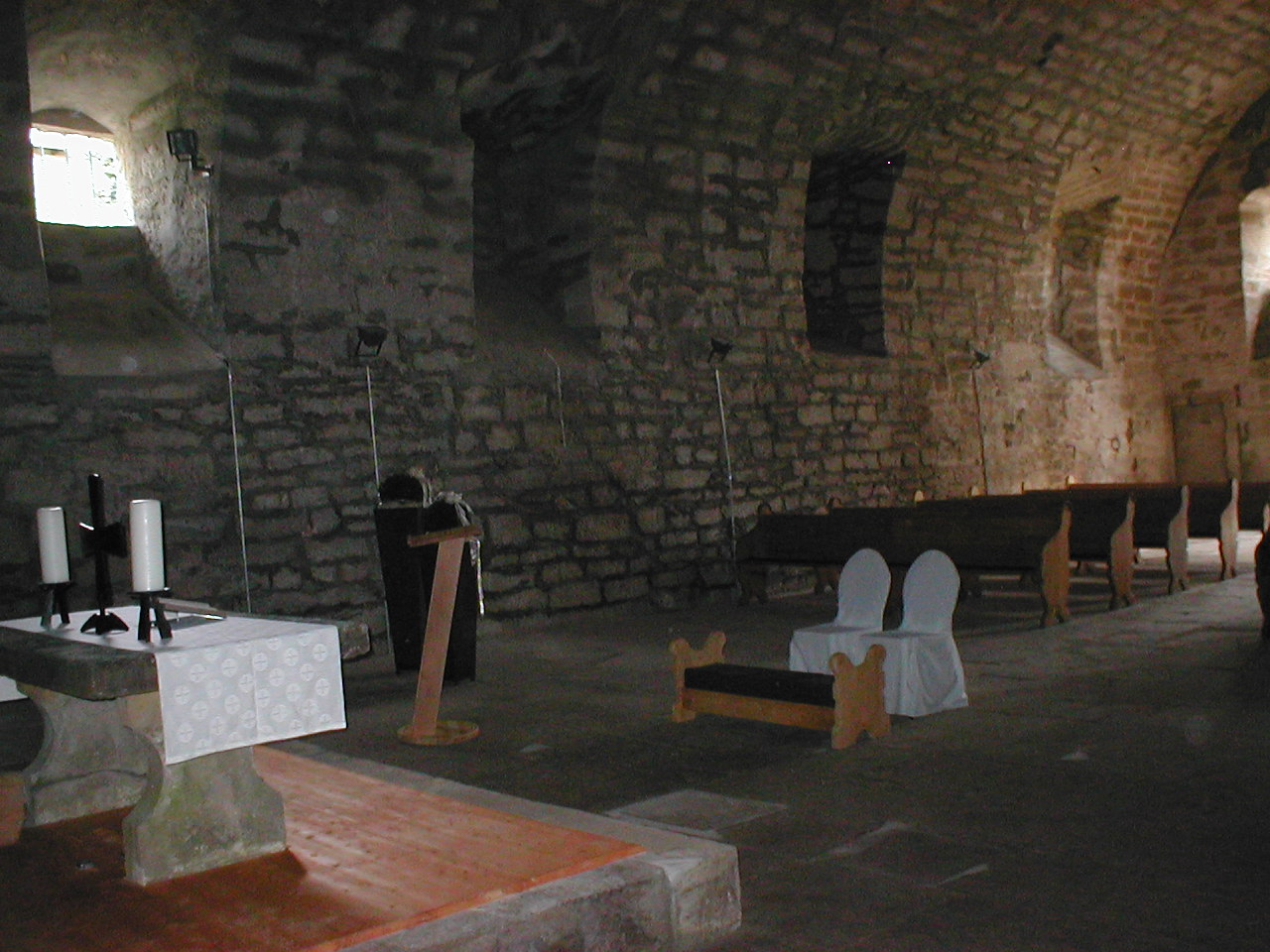
Traukapelle

## Mitgliedschaften
- Slow Food
- Verband Deutscher Prädikatsweingüter
- Weisse Burgunder Charta